# Jens Dombrowski
Jens Dombrowski (* 30. April 1963) ist ein ehemaliger deutscher Fußballspieler. Zwischen 1981 und 1985 spielte er für die Betriebssportgemeinschaft (BSG) Sachsenring Zwickau in der DDR-Oberliga, der höchsten Liga im DDR-Fußball.

## Sportliche Laufbahn
Im Alter von 13 Jahren wurde Jens Dombrowski in die Jugendmannschaft des Oberligisten Sachsenring Zwickau aufgenommen. Ab 1979 spielte er im Männerbereich, zunächst in der Nachwuchsoberliga. Nachdem er in der Saison 1980/81 in der Rückrunde seine ersten vier Punktspiele für die 1. Zwickauer Mannschaft als Mittelfeldspieler absolviert hatte, wurde er zur Saison 1981/82 offiziell in den Oberligakader aufgenommen. Ebenfalls wieder in der Rückrunde spielte er wieder vier Oberligabegegnungen, in denen er erneut als Mittelfeldakteur eingesetzt wurde.
Von November 1982 bis April 1984 war Dombrowski Wehrpflichtiger in der Nationalen Volksarmee und war daher nicht im überregionalen Fußball tätig. Als er danach wieder zu Sachsenring Zwickau zurückkehrte, war die BSG inzwischen in die DDR-Liga abgestiegen. Als Liga-Staffelsieger konnte sie im Frühjahr 1984 um den Wiederaufstieg kämpfen, verpasste aber die Gelegenheit. Dombrowski kam kurz nach seiner Rückkehr noch im 5. der acht Aufstiegsspiele für 17 Minuten als Einwechselspieler zum Einsatz. In der nächsten Spielzeit 1984/85 spielte die DDR-Liga nur noch mit zwei Staffeln, in denen jedoch 34 Runden zu spielen waren. In diesen kam Dombrowski in 26 Spielen zum Einsatz, in denen er zunächst wieder Mittelfeldspieler war, in der Rückrunde aber hauptsächlich als Rechtsaußenstürmer agierte. Diesmal gelang Sachsenring der Aufstieg in die Oberliga. Jens Dombrowski startete wie gewohnt als Mittelfeldspieler, wurde aber in seinem dritten Spiel nach 45 Minuten ausgewechselt. Danach kam er nur noch am 7. (70 Minuten) und 9. Spieltag (ab 70. Minute) zum Einsatz. Seine Mannschaft schaffte wieder nicht den Klassenerhalt. In der DDR-Liga-Saison 1986/87 bestritt Dombrowski zum Saisonbeginn vier Ligaspiele als Verteidiger, danach schied er endgültig aus dem Spielerkader aus. Innerhalb von fünf Spielzeiten hatte er für Sachsenring Zwickau 13 Oberligaspiele und 30 DDR-Ligabegegnungen absolviert. In alle Spielen blieb er ohne Torerfolg.
Als Freizeitsportler spielte Jens Dombrowski danach noch bei drittklassigen Bezirksligisten BSG Motor Zschopau.